# Sadowsky
Sadowsky Guitars Limited je americká firma vyrábějící high-endové kytary, baskytary, kytarové zesilovače a předzesilovače. Byla založena v Brooklynu ve státě New York. Jméno společnosti nese příjmení jeho zakladatele Rogera Sadowsky.
Sadowsky je absolventem Suny Geneseo. Celá léta pracoval sám avšak díky zvýšené poptávce začal rozšiřovat firmu. V roce 2008 činil počet zaměstnanců 8 členů. Nejprve modifikoval v té době levný model Vintage bass od firmy Fender. Jeho cílem bylo zlepšit zvuk tím, že přidá technologii redukce šumu a nahradí původní elektroniku pasivní elektronikou s aktivním předzesilovačem, což zvyšuje odstup signálu od šumu. Jakmile se tento model ujal, začal Sadowsky vyrábět celé basové kytary a postupem času i modely na zakázku.

## Hudebníci používající nástroje Sadowsky
- Juraj Griglák
- Walter Becker
- Dave Bronze
- John Carey
- Stu Cook
- Nathan East
- Bernard Edwards
- Nikolai Fraiture
- Eddie Jackson
- Gilberto Gil
- Lee Jae Jin
- C.N.Blue
- Will Lee
- Chuck Loeb
- Hugh McDonald
- Michael Madden
- Matt Malley
- Brian Marshall
- Marcus Miller
- Jason Newsted
- John Patitucci
- Ray Phiri
- Keith Richards
- Bruce Springsteen
- Eddie Van Halen
- Willie Weeks
- Verdine White
- Luis Espaillat
- Tal Wilkenfeld
- Jimmy Bruno
- Johann Asmundsson
- Jim Hall
- Toshiya
- Daniel Matulík